# Labidochromis mathotho
Labidochromis mathotho — вид окунеподібних риб родини цихлові (Cichlidae).

## Поширення
Ендемічний вид для озера Малаві, де він відомий тільки на кам'янистому дні у південній частині озера. 

## Опис
Це дрібна риба, що сягає 8 см завдовжки..

## Живлення
У природі живиться личинками комах і рачками на каменях.